# Detek
Detek is een plaats (község) en gemeente in het Hongaarse comitaat Borsod-Abaúj-Zemplén. Detek telt 326 inwoners (2001).